# ジェイミー・スペンサー
ジェイミー・スペンサー（Jamie P.Spencer、香港表記:史賓沙、1980年6月8日 - ）は、イギリスを拠点とするフリーの騎手である。出生地はアイルランド・ティペラリー県。現在はニューマーケット在住。父のジョージ・スペンサーと妻の父のリンダ・ラムズデンはともに調教師である。

## 来歴
1996年、アイルランドのリアム・ブラウン厩舎の見習騎手となり、5月11日にダウンパトリック競馬場で騎手として初勝利を挙げた。
1998年、アイリッシュ1000ギニーをタラスコンに騎乗して制し、当時17歳でG1競走及びアイルランドクラシック競走初勝利を挙げた。
2000年、渡英し、ルカ・クマーニ厩舎の主戦騎手となる。
2004年、エイダン・オブライエン厩舎の主戦騎手をマイケル・キネーンの後任として務めるために帰国。この年はアイルランドで361戦93勝、約208万ユーロ獲得し、初のアイルランドリーディングジョッキー及び獲得賞金1位となる。さらにこの年のジャパンカップに出走するパワーズコートと共に初来日を果たし、中央競馬初騎乗となった同競走では8番人気で10着だった。
2005年、再び渡英し、フリーの騎手として騎乗し、イギリスで180勝を挙げてイギリスリーディングジョッキーとなる。

## 主な表彰など
- アイルランド見習騎手チャンピオン（1999年）
- アイルランドリーディングジョッキー（1回）
  - 2004年93勝
- イギリスリーディングジョッキー（2回）
  - 2005年180勝、2007年190勝[1]
- シャーガーカップ出場（3回）
  - 2004年23点、2006年26点、2008年14点

## 主な騎乗馬
G1競走優勝馬（騎乗時）
- タラスコン（1998年アイリッシュ1000ギニー）
- セコイア（2000年モイグレアスタッドステークス）
- エンドレスホール（2001年シンガポールエアラインズインターナショナルカップ※当時国内G1）
- ゴサマー（2001年フィリーズマイル、2002年アイリッシュ1000ギニー）
- キングシャルルマーニュ（2001年モーリス・ド・ゲスト賞）
- バリンガリー（2001年クリテリウムドサンクルー）
- ブライアンボルー（2003年セントレジャーステークス）
- エコーズインエタニティ（2003年サンチャリオットステークス）
- パワーズコート（2004年タタソールズゴールドカップ）
- アドヴァロレム（2004年ミドルパークステークス）
- オラトリオ（2004年ジャン・リュック・ラガルデール賞）
- グッドリック（2005年スプリントカップ）
- デビッドジュニア（2005年チャンピオンステークス、2006年ドバイデューティーフリー、エクリプスステークス）
- レッドイヴィー（2006年アイルランドメイトロンステークス、2007年ロッキンジステークス）
- デザートロード（2006年アベイ・ド・ロンシャン賞）
- エクセレントアート（2007年セントジェイムズパレスステークス）
- クラウデッドハウス（2008年レーシングポストトロフィー）
- サリスカ（2009年オークス、アイリッシュオークス）
- ケープブランコ（2011年マンノウォーステークス、アーリントンミリオンステークス、ターフクラシック招待ステークス）

重賞競走優勝馬（騎乗時）
- マカダミア（2003年ファルマスステークス、※当時G2）

## 人物・エピソード
- 名づけ親はジョン・マグナー。
- クリストフ・スミヨンとは香港で騎乗した際にトラブルを起こして以来、犬猿の仲であるとも言われている。